# ジャスティン (中国の歌手)
ジャスティン（本名：黄明昊（ホアン・ミンハオ）、2002年2月19日 - ）は、中華人民共和国の歌手。韓国のMnetのオーディション番組「PRODUCE 101 シーズン2」に参加した後、2018年4月6日に中国のオーディション番組「偶像練習生」で最終4位となり、NINE PERCENTでデビューし、2019年10月までメンバーとして活動した。現在は中国のアイドルグループ「乐华七子 NEXT(元 NEX7)」で活動している。

## 来歴
ジャスティンは2002年に 浙江省温州市西安(瑞安)で生まれ,両親が外国で勤務ていたため、杭州にいる親戚に託されて学校生活を杭州で過ごした。
中学校２年生の時に地元を離れ、YUE HUA Entertainmentの練習生となった。
2017年に韓国のMnetのオーディション番組「PRODUCE 101 シーズン2」に出演し、最終順位は43位。その後中国のオーディション番組「偶像練習生」で同じ芸能事務所所属のジョンジョンと共にNINE PERCENTのメンバーに選ばれた。
NINE PERCENT解散後は2019年11月8日に中国のアイドルグループ「NEXT」のメンバーとなった。

## 作品

### PRODUCE 101シーズン２
- 나야나(PICK ME) - 「PRODUCE 101 (Season 2)」のテーマ曲。

## 公式サイト
- Justin - 新浪微博（簡体字中国語）
- Justin (@justin_huangmh) - Instagram